# Gonohe
Gonohe (五戸町; Gonohe-machi) és un poble del Japó situat a la prefectura d'Aomori.